# Ленівка
Ле́нівка — село в Україні, у Китайгородській сільській територіальній громаді Кам'янець-Подільського району Хмельницької області.

## Назва
Первісна назва поселення Пасіки. При окупації комуністами назване, практично як і все в ті часи, на честь вождя пролетаріату. Коли сталася заміна літер і село замість Ленінки отримало видозміну вигляді Ленівки, важко сказати. Вихідці з місцевих країв досі називають це поселення Ленінкою, хоча добре було би вернути стару назву - Пасіки.

## Географія
Село Ленівка розкинулось на подільській височині в південно-західній частині України, за 22 кілометри автодорогами від міста Кам'янець-Подільський. Неподалік Ленівки тече річка Студениця.

## Історія
Територія, на якій сьогодні знаходиться село Ленівка, на початку ХХ століття належала панам. Як розповідають старожили, колись на цьому місці пани тримали пасіку, звідси й перша назва хутора Пасіки. До приходу радянської влади життя поселення кипіло у Совиному яру. Саме там жили й працювали люди, діяла паперова фабрика і гуральня. В часи колективізації панські маєтки почали використовувати для інших потреб, а землі колишньої пасіки роздали людям під дачні ділянки. Ось так, на початку 20-их років XX століття, з’являється нове поселення. Село рахується наймолодшим населеним пунктом громади.
В 1932–1933 селяни села пережили сталінський голодомор.
З 24 серпня 1991 року село входить до складу незалежної України.
13 серпня 2015 року шляхом об'єднання Дерев'янської, Калачковецької, Китайгородської та Колодіївської сільських рад село увійшло до Китайгородської сільської громади, до цього органом місцевого самоврядування була Китайгородська сільська рада.
Станом 2017 рік на все село мешкає лише декілька сімей, їхні промисли – бджільництво та збір грибів.

## Населення
За переписом населення України 2001 року в селі мешкало 67 осіб.
У 2015 році в селі мешкало 59 осіб, у 2017 році нараховувалось уже 58 осіб.

## Релігія
- Церква Свято-Дмитр. (вул. Північна, 1А, УПЦ МП)

## Охорона природи
Село лежить у межах національного природного парку «Подільські Товтри».

## Галерея

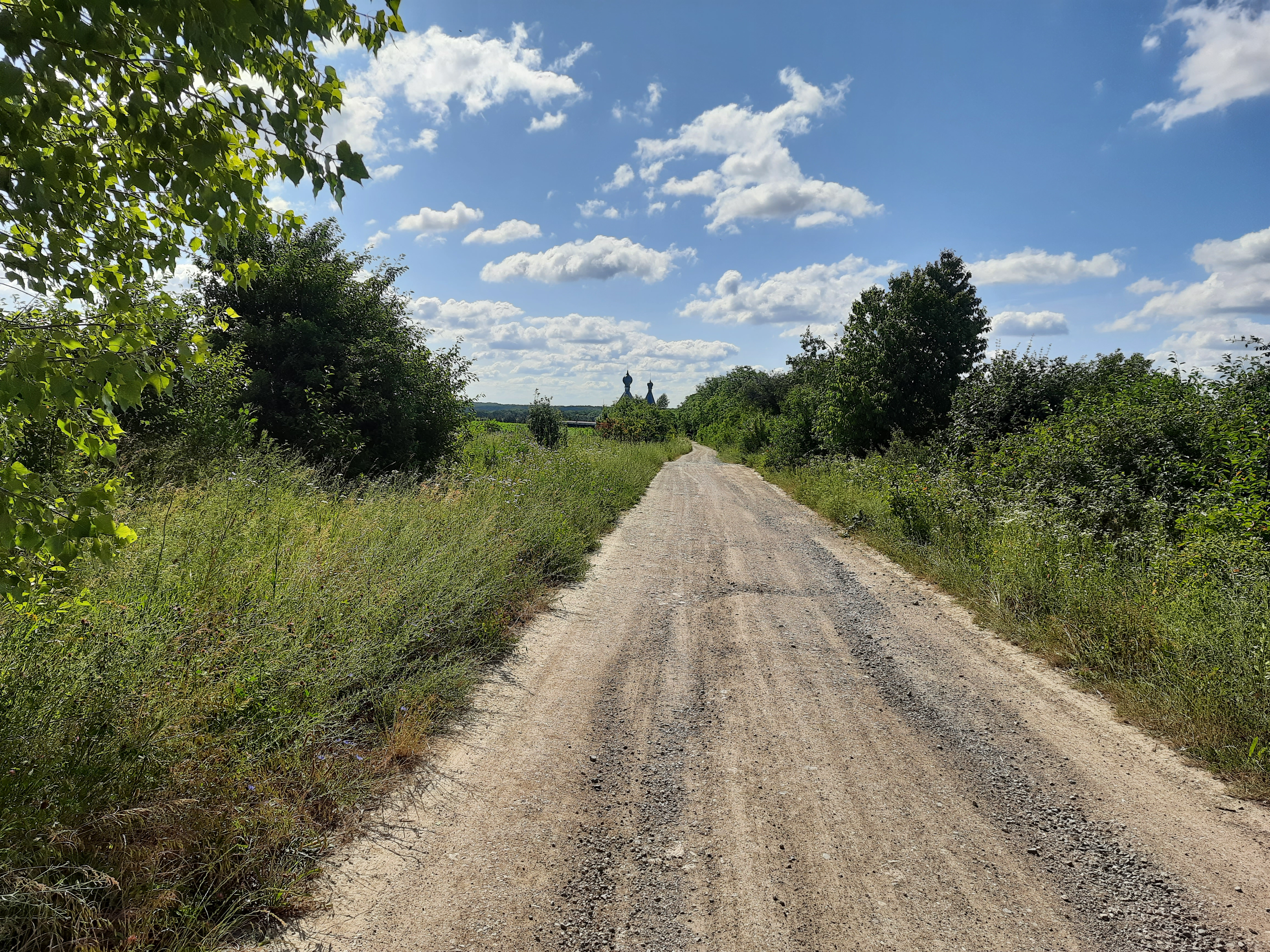
Дорога в село
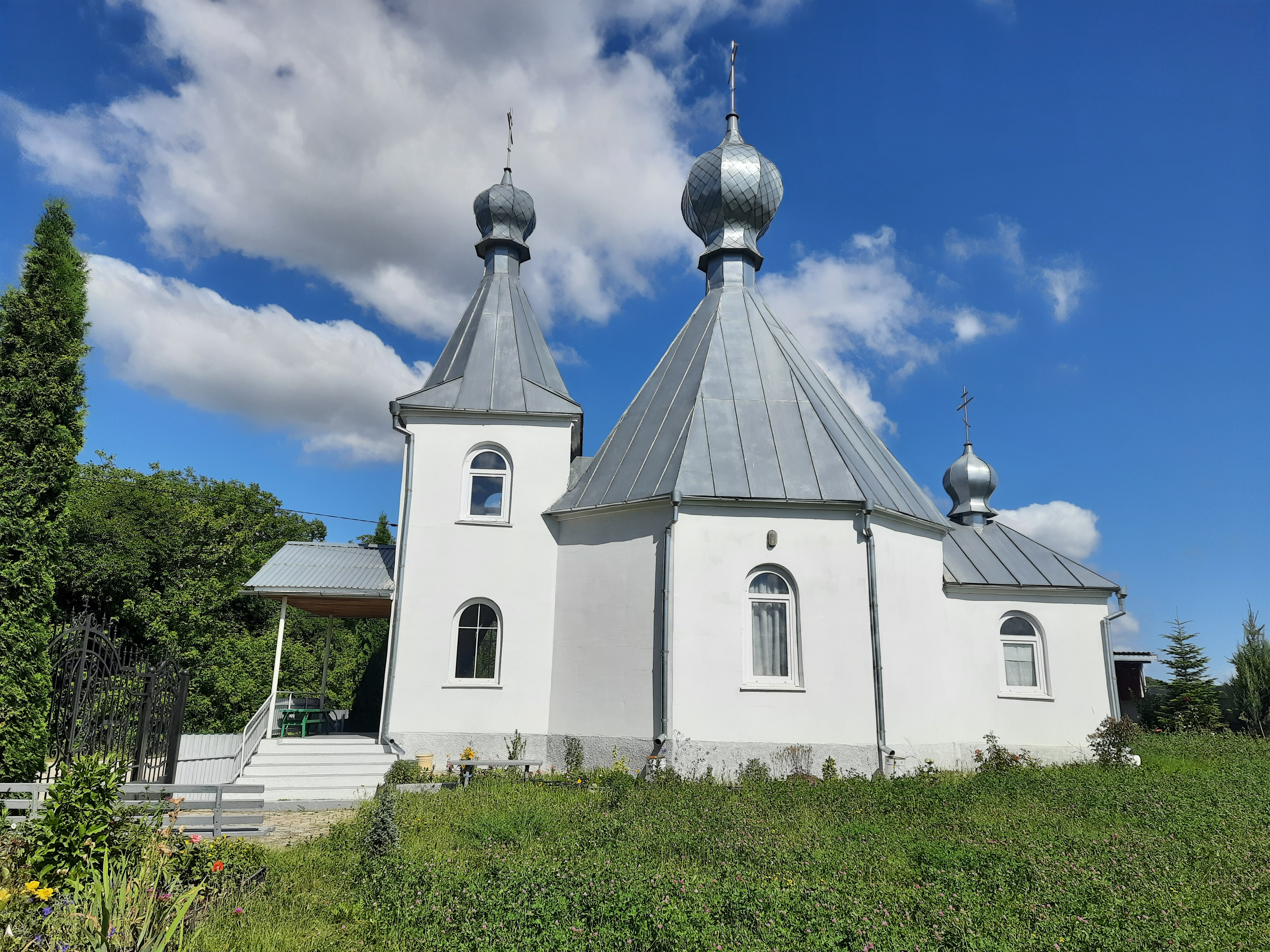
Свято-Дмитрівська церква
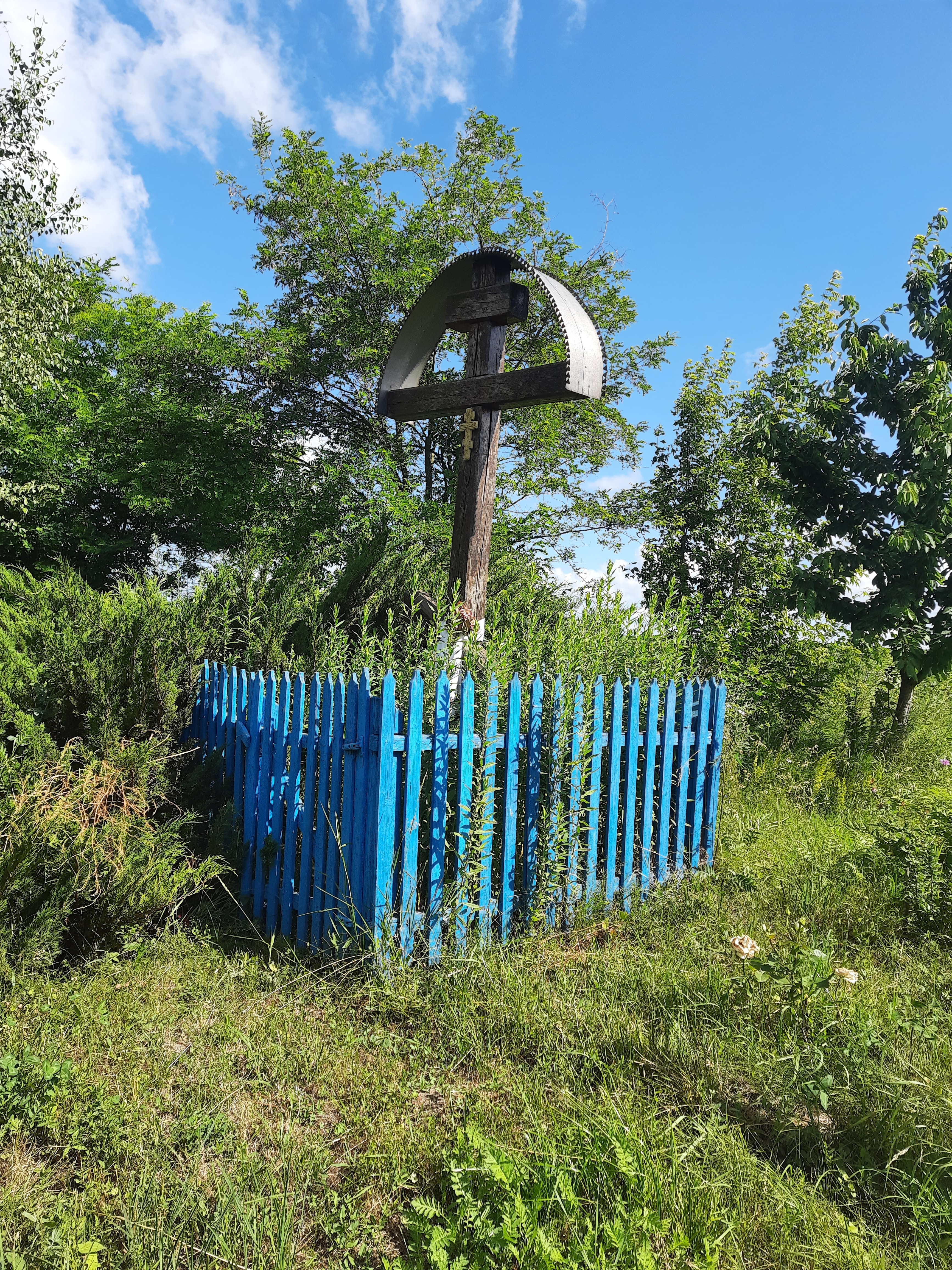
Пам'ятний хрест
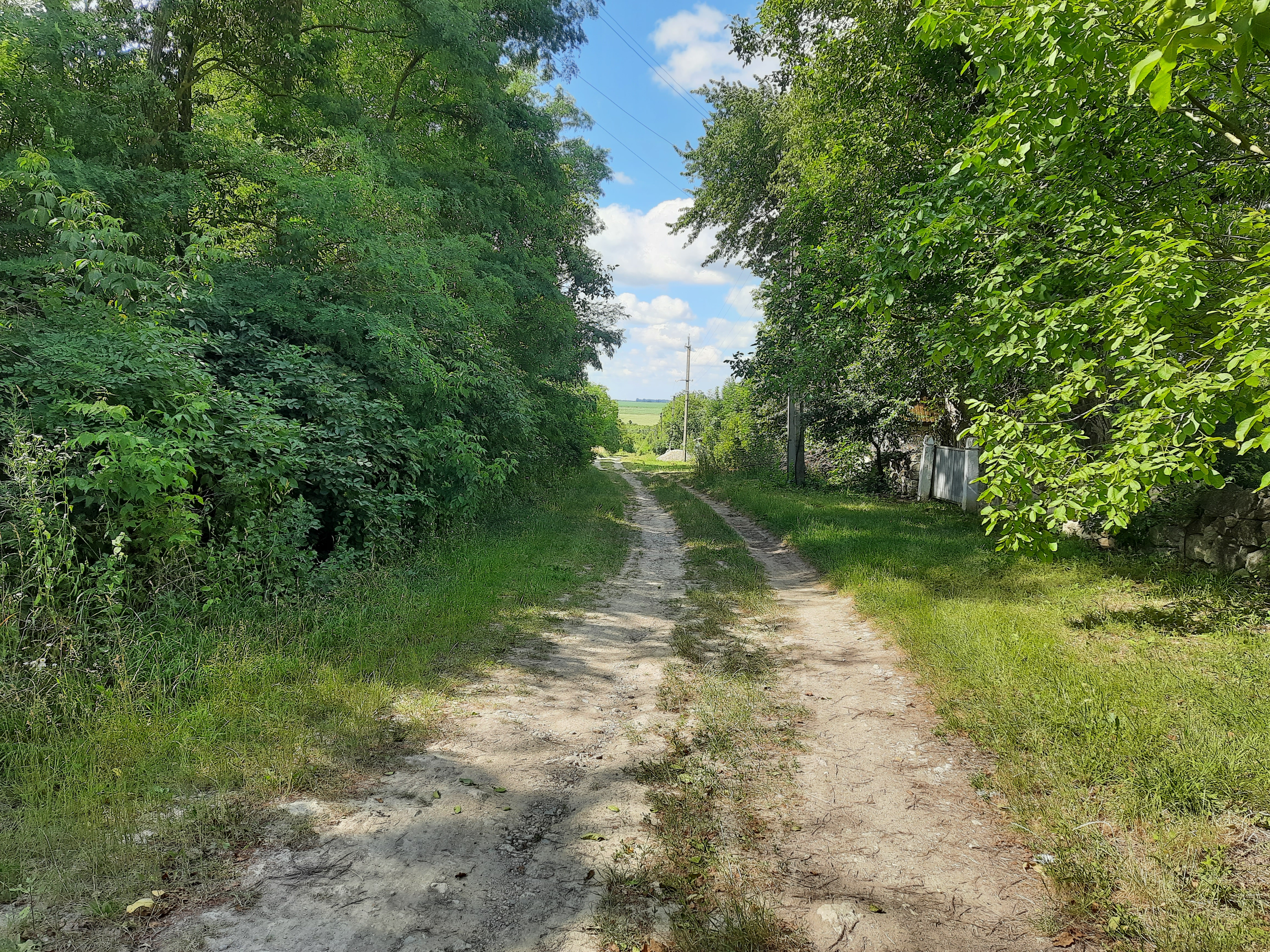
Сільська вулиця
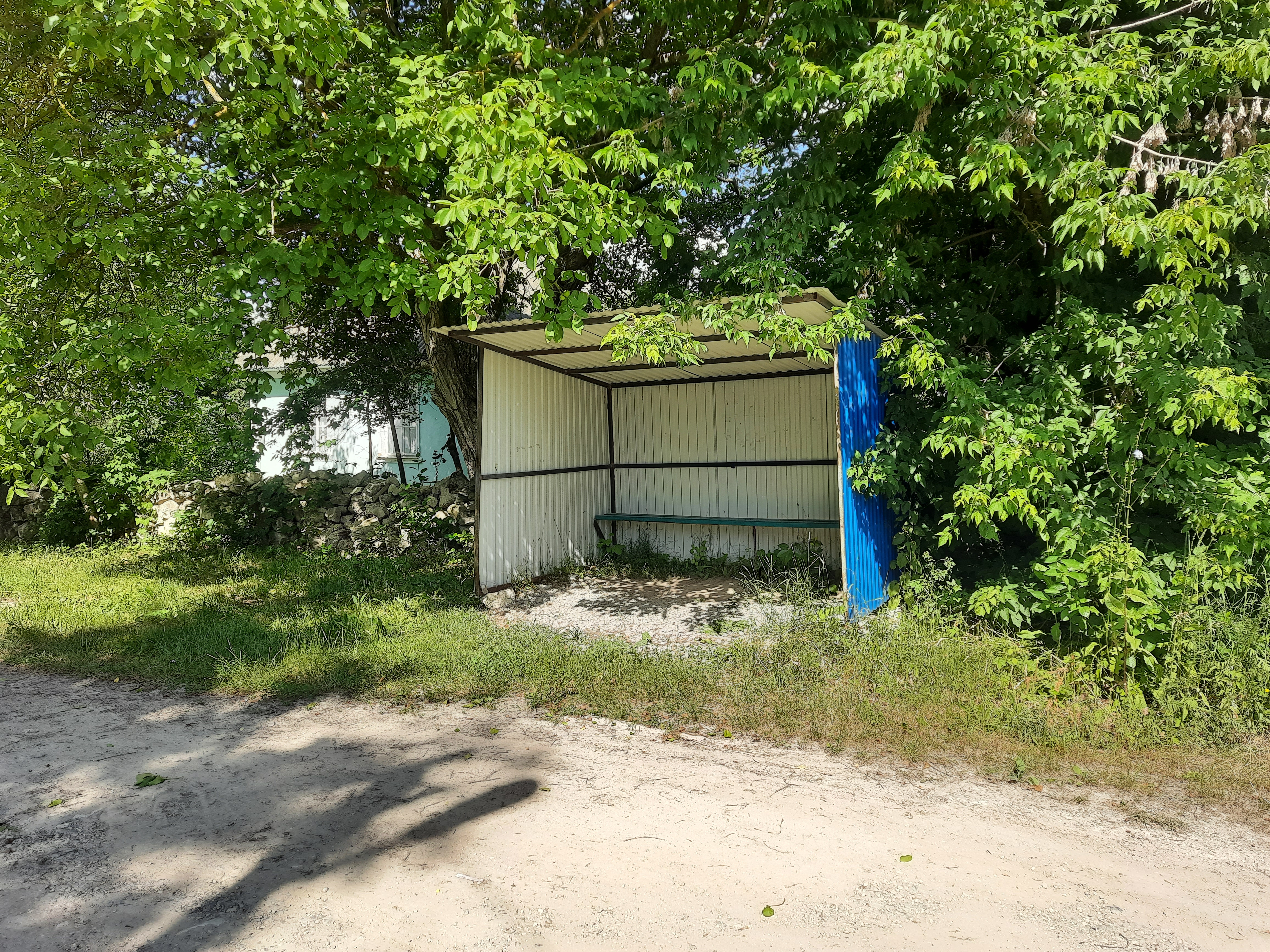
Автобусна зупинка